# Passionsharmonie
Eine Passionsharmonie, auch Historie vom Leiden und Sterben Jesu Christi oder lat.: Summa Passionis (Zusammenfassung der Passion) ist als Spezialfall einer Evangelienharmonie die Zusammenstellung der Passionsgeschichten Jesu aus den vier Evangelien zu einem einheitlichen Erzählstrang.

## Geschichte
Obwohl schon mittelalterlichen Ursprungs, wo sie sich besonders in den volkssprachlichen Plenarien des späten Mittelalters finden, erlebten die Passionharmonien ihre Blüte in der Reformationszeit. Besonders einflussreich wurde die niederdeutsche Passionsharmonie von Johannes Bugenhagen, die in vielen auch hochdeutschen Auflagen verbreitet wurde. In den von Bugenhagen verfassten Kirchenordnungen war festgelegt, dass die Passionsharmonie am Karfreitag zu verlesen sei.
Durch die Veränderung der Biblischen Exegese und der Frömmigkeit im Gefolge der Aufklärung verloren die Passionsharmonien seit dem 18. Jahrhundert an Bedeutung. Die meisten evangelischen Gesangbücher enthielten jedoch noch bis ins 20. Jahrhundert hinein im Anhang eine Passionsharmonie, oftmals verbunden mit der Geschichte der Zerstörung der Stadt Jerusalem.
Die bis heute in Passionsandachten bedachten Sieben Letzte Worte Jesu am Kreuz sind ein Auszug aus der Passionsharmonie.

## Aufbau
1. Christi Verkündigung seines Leidens
2. Der Juden Anschlag, Christum zu töten
3. Christi Salbung
4. Judas’ Absprache des Verrats
5. Die Bereitung des Osterlammes
6. Die Einsetzung des Abendmahls
7. Die Fußwaschung
8. Die Entdeckung des Verräters
9. Die Schlichtung des Zanks unter den Jüngern
Danach folgen fünf so genannte Actus des Leidens Christi:
1. Actus: Christi Leiden im Garten (lat.: Hortus)
2. Actus: Christi Leiden vor den Priestern (lat.: Pontifices)
3. Actus: Christi Leiden bei der Obrigkeit (Herodes, Pilatus) (lat.: Pilatus)
4. Actus: Christi Kreuzigung (lat.: Crux)
5. Actus: Christi Begräbnis  (lat.: Sepulchrum)

## Kirchenmusik
Die Passionsharmonie war eine der Arten, die Passionsgeschichte kirchenmusikalisch umzusetzen. Die früheste Vertonung stammt dabei von Antoine de Longueval (nachweisbar 1498–1525); sie wurde von Georg Rhau 1538 in Wittenberg veröffentlicht. Bugenhagens Harmonie wurde u. a. von Heinrich Schütz für seine Historia der fröhlichen und siegreichen Auferstehung unsers einigen Erlösers und Seligmachers Jesu Christi 1623 benutzt. Der Aufbau der Harmonie wirkt noch bis in die Passionskompositionen Johann Sebastian Bachs nach (gemäß Martin Petzoldt).

### Ausgaben
- Norbert Buske (Hrsg.): Historia des lydendes unde upstandige unses Heren Jesu Christi uth den veer Euangelisten. Niederdeutsche Passionsharmonie von Johannes Bugenhagen. Faksimile-Druck nach d. Barther Ausgabe von 1586. Berlin / Altenburg 1985.

### Studien
- Anneliese Biber: Johannes Bugenhagen zwischen Reform und Reformation: die Entwicklung seiner frühen Theologie anhand des Matthäuskommentars und der Passions- und Auferstehungsharmonie. Zugl. Univ. Diss., Münster (Westfalen) 1990/91, Forschungen zur Kirchen- und Dogmengeschichte, Bd. 51, Vandenhoeck und Ruprecht, Göttingen 1993, ISBN 3-525-55159-2.
- Winfried Frey: Der Kommentar als Waffe. Zu Johannes Bugenhagens Passionsharmonie. In: Andrea Hohmeyer, Jasmin S. Rühl, Ingo Wintermeyer (Hrsg.): Spurensuche in Sprach- und Geschichtslandschaften. Festschrift für Ernst Erich Metzner. Germanistik, Band 26, Münster / Hamburg / London 2003, S. 157–177.